# Jaroslav Suchý (krasobruslař)
Jaroslav Suchý (* 3. února 1971 Brno) je český politik, učitel angličtiny a bývalý krasobruslař, od roku 2002 zastupitel města Brna (v letech 2016 až 2022 také radní města a v letech 2022 až 2024 náměstek primátorky města), od roku 2014 rovněž zastupitel městské části Brno-Žebětín, člen KDU-ČSL.

## Osobní život
Vystudoval gymnázium na třídě Kapitána Jaroše a následně anglický jazyk a literaturu na Filozofické fakultě Masarykovy univerzity (promoval v roce 1995 a získal titul Mgr.).
Již od dob studií se zabýval výukou angličtiny. Od roku 2001 působí na Pedagogické fakultě Masarykovy univerzity a od roku 2012 i na Vyšší odborné škole zdravotnické. V letech 2003 až 2013 provozoval vlastní soukromou jazykovou školu A SCHOOL. Věnuje se též trénování krasobruslení. Je ženatý a má dva syny.

## Sportovní kariéra
Krasobruslení se věnoval od roku 1977 do roku 1997. Již na konci 80. let začal reprezentovat Československo, byl třikrát druhý na federálním šampionátu. Stal se mistrem České republiky v roce 1995, byl 13. na mistrovství Evropy v roce 1993 a ve stejném roce se jedinkrát zúčastnil mistrovství světa. Dvakrát startoval na Světové zimní univerziádě.

## Politická kariéra
Od roku 2000 je členem KDU-ČSL, za stranu byl v komunálních volbách v roce 2014 zvolen zastupitelem městské části Brno-Žebětín. Ve volbách v roce 2018 mandát obhájil na kandidátce subjektu „KDU-ČSL a nezávislí kandidáti“. Stejně tak ve volbách v roce 2022.
V komunálních volbách v roce 2002 byl za KDU-ČSL zvolen zastupitelem města Brna. Mandát zastupitele města pak obhájil i ve volbách v letech 2006, 2010, 2014 a 2018. V červnu 2016 se navíc stal radním města Brna pro školství a sport. V listopadu 2018 tuto funkci obhájil.
V komunálních volbách v roce 2022 kandidoval z pozice člena KDU-ČSL na 11. místě kandidátky uskupení „Lidovci a Starostové (KDU-ČSL + Starostové a nezávislí)“ do Zastupitelstva města Brna, ale neuspěl. Skončil jako první náhradník. V říjnu 2022 však na mandát zastupitelky města rezignovala starosta městské části Brno-Černovice Petra Quittová z hnutí STAN a Suchý se tak opět stal zastupitelem města. Ve stejný den, kdy získal mandát, byl zvolen druhým náměstkem primátorky; na starosti měl oblast životního prostředí a vodního a lesního hospodářství a zemědělství. Na konci listopadu 2023 ale Česká televize oznámila, že Suchý hodlá na funkci z osobních důvodů rezignovat. Učinil tak ke konci ledna 2024, v pozici náměstka jej nahradil Filip Chvátal.
V krajských volbách v roce 2016 kandidoval za KDU-ČSL do Zastupitelstva Jihomoravského kraje, ale neuspěl. Stejně tak ve volbách v roce 2020. Kandidoval též v Jihomoravském kraji ve volbách do Poslanecké sněmovny PČR v letech 2013 a 2017, ale ani v těchto případech nebyl zvolen. V roce 2019 figuroval na 4. místě kandidátky KDU-ČSL ve volbách do Evropského parlamentu, skončil jako 3. náhradník.